# Івонн Сансон
Івонн Сансон (фр. Yvonne Sanson, італ. Yvonne Sanson, грец. Υβόν Σανσόν), уроджена Фотіні Сапундзакі (грец. Φωτεινή Σαπουντζάκη, 29 серпня 1926 — 23 липня 2003) — італійська акторка грецького походження.

## Біографія
Народилася 29 серпня 1925 року в македонському місті Салоніки в сім'ї француза російського походження та турчанки. Переїхала до Італії. Відрізнялася яскравою та виразною красою. Знялася в 46 фільмах між 1946 і 1972 роками, головним чином, у режисера Рафаеля Матарацо і здобула виняткову популярність. Перші фільми, в яких грає Сансон переважно мелодрами, що показують пролетарський побут і акцентовані на нещасних жіночих долях із драматичними поворотами сюжету. Ця формула здобула великий комерційний успіх, і Матарацо зловживав їй до 1958 року. У 1960-х роках популярність Сансон падає. Піком кар'єри стала роль тещі головного героя у фільмі «Конформіст» (1970) Бернардо Бертолучі. Остання її роль телевізійної драмі «Tentativo di Corruzione» (1982).
Останні роки свого життя вона провела в Болоньї поруч зі своєю дочкою Джанною, покинувши кіно.

## Вибіркова фільмографія
- 1946 : Велика зоря / La grande aurora
- 1946 : Чорний орел / Aquila Nera
- 1947 :  Злочин Джованні Епіскопо / Il delitto di Giovanni Episcopo
- 1948 :  Таємничий лицар / Il cavaliere misterioso
- 1949 :  Вдарити в сполох / Campane a martello
- 1949 :  Окови / Catene
- 1949 :  Імператор Капрі / L'imperatore di Capri
- 1950 :  Катування / Tormento
- 1950 :  Пояс цнотливості / Cintura di castità
- 1950 :  12-й невловимий / L'inafferrabile 12
- 1951 :  Нічиї діти / I figli di nessuno
- 1952 : Ми всі вбивці / Nous sommes tous des assassins — Івонн Ле Ген
- 1952 : Хліб, любов і ревнощі / Pane, amore e gelosia — нова акушерка
- 1952 :  Ванда, грішниця / Wanda, la peccatrice
- 1952 :  Брехня / Menzogna
- 1952 :  Шинель / Il cappotto
- 1952 :  Хто без гріха… / Chi è senza peccato…
- 1953 :  Заборонені губи (Коли ти прочитаєш цей лист) / ‘‘Labbra proibite (Quand tu liras cette lettre)’‘
- 1953 :  Нерон та Мессаліна / ‘‘Nerone e Messalina
- 1953 :  Ми, грішники / Noi peccatori
- 1953 :  Повернися! / Torna!
- 1953 :  Три мушкетери [фр.] / Fate largo ai moschettieri! (Les trois Mousquetaires)
- 1954 : Зірка Індії /  Stella dell'India
- 1955 :  Дружина однакова для всіх / La moglie è uguale per tutti
- 1955 :  Золоті дзвони / Il campanile d'oro
- 1955 :  Білий ангел / L'angelo bianco
- 1955 :  Прекрасна мельничиха / La bella mugnaia
- 1955 :  Бранець гір / Il prigioniero della montagna
- 1957 :  Останнє насильство / L'ultima violenza
- 1958 :  Це жорстоке століття / La diga sul Pacifico (Barrage contre le Pacifique)
- 1958 :  Живемо один раз / Μια ζωή την έχουμε
- 1958 :  Меланхолійна осінь / Malinconico autunno
- 1959 :  Світ чудес / Il mondo dei miracoli
- 1961 :  Розбійники / I masnadieri
- 1961 :  Король Подджореалі / Il re di Poggioreale
- 1962 :  Втративши пам'ять із Коленьйо / Lo smemorato di Collegno
- 1962 :  Чорна душа / Anima nera
- 1963 :  Найкоротший день / Il giorno più corto
- 1967 :  Дні люті / I giorni dell'ira
- 1968 :  Найбільший куш / Colpo grosso alla napoletana (The Biggest Bundle of Them All)
- 1968 :  Пророк / Il profeta
- 1969 :  Думаючи про вас / Pensando a te
- 1969 :  Дон Франко та Дон Чіччо в році суперечок / Don Franco e Don Ciccio nell'anno della contestazione
- 1969 :  Хлопчик, який посміхається / Il ragazzo che sorride
- 1970 : Конформіст
- 1972 :  Цінний фахівець із забезпеченим майбутнім / Un apprezzato professionista di sicuro avvenire
- 1972 :  Пригоди барона фон Тренка / Le avventure del barone Von Trenck
- 1973 :  Красива масажистка шукає роботу. / AAA Massaggiatrice bella presenza offresi…